# Billefjord
Le Billefjord est l'un des trois fjords en lesquels se subdivise l'Isfjord dans le nord-est du Spitzberg.

## Géographie
Il s'étend sur 30 km de longueur pour une largeur de 5 à 8 km. Il est situé entre la terre de Dickson au nord-ouest et la terre de Bünsow au sud-est. Sur sa rive nord-ouest se trouve l'ancienne communauté minière russe de Pyramiden, abandonnée en 1998, et au nord-est le Nordenskiöldbreen.

## Histoire
Il a été nommé en l'honneur du baleinier hollandais Cornelius Claeszoon Bille qui l'aurait découvert en 1675.